# Richard Kahan
Richard Kahan (n. 15 de mayo de 1980) es un actor canadiense de televisión. Nacido en Winnipeg, Manitoba, es conocido su papel como Marco Pacella en la serie The 4400.

## Filmografía
| Año       | Título                                                     | Papel           | Notas                                                  |
| --------- | ---------------------------------------------------------- | --------------- | ------------------------------------------------------ |
| 1998      | Hand                                                       | Hermanos        |                                                        |
| 1999      | Exiles                                                     | Frasier         |                                                        |
| 2001–2005 | Edgemont                                                   | Gil Kurvers     | Serie, 65 episodios                                    |
| 2002      | Heart of America                                           | Estudiante      |                                                        |
| 2004      | A Fortune in Frozen Dim Sum                                |                 |                                                        |
| 2004      | Da Vinci's Inquest                                         | John Dunne      | Serie, 4 episodios                                     |
| 2004–2007 | The 4400                                                   | Marco Pacella   | Serie, 32 episodios                                    |
| 2005      | After Tomorrow                                             | Tracy           |                                                        |
| 2005      | The Colt                                                   | Silsbee         | Película de televisión                                 |
| 2005      | Behind the Camera: The Unauthorized Story of 'Mork & Mindy | Alan Davis      | Película de televisión                                 |
| 2005      | Stargate Atlantis                                          | Baldric         | Serie, Episodio: "The Tower"                           |
| 2005      | Smallville                                                 | Bitterman       | Serie, episodio: "Thirst"                              |
| 2006      | The Sparkle Lite Motel                                     | George McKinnon |                                                        |
| 2006      | Reunion                                                    | Brian           | Serie, episodio: "1996"                                |
| 2006      | Masters of Horror                                          | David           | Serie, episodio: "Sounds Like"                         |
| 2007      | Smallville                                                 | Brennan         | Serie, episodio: "Noir"                                |
| 2007      | Supernatural                                               | Clerk           | Serie, episodio: "Born Under a Bad Sign"               |
| 2008      | Stuicide                                                   | Stu             |                                                        |
| 2008      | Eureka                                                     | Derek Bowers    | Serie, episodio: "What About Bob?"                     |
| 2009      | Crash                                                      | Malcolm Sloan   | Serie, episodio: "Alone Again Or..." and "Los Angeles" |
| 2010      | The Mentalist                                              | Jeff Sparhawk   | Serie, episodio: "Redline"                             |